# Скоростная железная дорога Ханчжоу — Чанша

Скоростная железная дорога Ханчжоу — Чанша

Высокоскоростная железная дорога Ханчжоу — Чанша (кит. 杭长客运专线) длиной 921 км от Ханчжоу через станцию Наньчан до Чанша, проходя через провинции Чжэцзян, Цзянси и Хунань и соединяя их столицы. Дорога составляет часть Высокоскоростной пассажирской линии Шанхай — Куньмин, предшествующая секция которой Шанхай — Ханчжоу (см. Скоростная железная дорога Шанхай — Ханчжоу) была введена в эксплуатацию ранее. 
Работы по строительству дороги Ханчжоу — Чанша начаты в декабре 2009 года. 16 сентября 2014 года стартовало движение поездов на участке Наньчан — Чанша.
Полностью трасса была открыта в конце декабря 2014 года. Проезд от Ханчжоу до Наньчана на высокоскоростных поездах занимает теперь 2 часа 14 минут, а проезд от Ханчжоу до Чанша — 3 часа 36 минут.
Последующая часть дороги (Скоростная железная дорога Чанша — Куньмин) строилась параллельно. В 2014 была открыта часть трассы, в конце 2016 года — вся дорога.
Проектная скорость движения — до 350 км/час.

## Соединение с другими линиями высокоскоростной сети
В Чанша линия пересекается со скоростной железной дорогой Ухань — Гуанчжоу.

## Остановки
1. Ханчжоу (кит. 杭州)
2. Ханчжоу-Южный (кит. 杭州南站)
3. Чжуцзи (кит. 诸暨站)
4. Иву (кит. 义乌站)
5. Цзиньхуа-Западный (кит. 金华西站)
6. Лунъю-Южный (кит. 龙游南站)
7. Цюйчжоу (кит. 衢州站)
8. Цзяншань (кит. 江山站)
9. Юйшань-Южный (кит. 玉山南站)
10. Шанжао (кит. 上饶站)
11. Иян-Восточный(кит. 弋阳东站)
12. Интань-Северный(кит. 鹰潭北站)
13. Фучжоу-Восточный(кит. 抚州东站)
14. Цзиньсян-Южный (кит. 进贤南站)
15. Наньчан-Западный(кит. 南昌西站)
16. Гоань-Южный (кит. 高安南站)
17. Синьюй-Северный (кит. 新余北站)
18. Ичунь-Восточный (кит. 宜春东站)
19. Пинсян-Северный (кит. 萍乡北站)
20. Лилин- Северный (кит. 醴陵北)
21. Чанша-Южная (кит. 长沙南站)